# 辛酸乙酯
辛酸乙酯无色透明液体，有似白兰地的香气并有甜味。相对密度0.8693（20°C）。熔点43.1°C，沸点207-209°C。折射率1.4178（20°C）。几乎不溶于丙二醇，不溶于水，易溶于乙醇、氯仿、乙醚。由辛酸与乙醇在硫酸存在下酯化而得，经中和、水洗、蒸馏得到成品。用于草莓、菠萝、橘子香型香料的配制和化妆品香精。